# Tim Wiese
Tim Wiese és un lluitador professional de la WWE i antic porter alemany de futbol. Va jugar els millors anys de la seva carrera al Werder Bremen, de la Bundesliga d'Alemanya, i es va retirar al Hoffenheim.

## Carrera

### Inicis
Jugava en les lligues juvenils de l'equip Bayer Leverkusen abans de traslladar-se a SC Fortuna Köln on va debutar en el primer equip en la tercera divisió alemanya en el 2000. Fou traspassat a l'1. FC Kaiserslautern en la temporada de 2001-02 i serví com a reserva per a Georg Koch i Roman Weidenfeller que era titular. El traspàs de Weidenfeller al Borussia Dortmund va fer que competira pel lloc amb Koch, debutant en la temporada 2002-03, sent després reemplaçat per Koch després d'haver concedit quatre gols en dos partits. Després de la sessió d'hivern, va recuperar el lloc de titular i va esdevenir un dels porters més talentosos de la Bundesliga. Va ser considerat com la primera opció durant la temporada 2003-04 a pesar d'haver estat expulsat en el segon partit de la temporada (l'única targeta roja que havia rebut durant la seua carrera de lliga). Seguia sent el primer porter fins a novembre de 2004, fins que va ser reemplaçat pel veterà Thomas Ernst.

### Werder Bremen
Wiese va ser traspassat al Bremen en 2005 i va ser afavorit per a substituir al molt veterà Andreas Reinke però es va lesionar dels lligaments dues vegades i va faltar la primera part sencera de la temporada. A causa d'una altra lesió es va perdre el partit davant el VfB Stuttgart, però va seguir sent el primer porter per a la resta de la temporada 2005-06.
No obstant això, Wiese (a qui de vegades se'l compara amb Oliver Kahn per l'emoció que li posa als partits) va tenir un gran començament, però va cometre una gran errada en el partit davant Juventus FC en la segona volta de la Lliga de Campions de la UEFA el 7 de març de 2006, quan faltaven dos minuts perquè acabara el partit i anaren als quarts de final, va agafar la pilota però se li va escapar deixant a Emerson marcar i fer a la Juventus avançar en el torneig. Amb tot, s'ha estabilitzat des de llavors i va ser vital en la remuntada de la part final de la lliga 2005-2006, aconseguint quedar segons, per davant de l'Hamburg SV.
La temporada 2006-2007 de la Bundesliga, es va consolidar com a primer porter del Werder Bremen, i només es va perdre tres partits en tota la temporada. En la semifinal de la copa 2008-2009 contra l'Hamburg, va ser decisiu aturant tres penals consecutius.

### Hoffenheim
El 2 de maig de 2012, va signar amb el 1899 Hoffenheim, i va convertir-se en capità de l'equip a l'agost. No obstant, va començar malament la temporada, encaixant 15 gols en quatre partits, i l'entrenador Markus Babbel va haver de fer un comunicant defensant-lo. El novembre de 2012, es va anunciar que Wiese s'havia lesionat el genoll en un entrenament, i no podria jugar fins al gener. Després de la incorporació d'Heurelho Gomes cedit del Tottenham Hotspur FC a finals de gener de 2013, Wiese va ser apartat de l'equip, amb l'entrenador Andreas Müller declarant "En Tim no té cap possibilitat en la situació actual. Faci el que faci, no té cap oportunitat de ser avaluat amb seny". Wiese i el seu company d'equip Tobias Weis van rebre una multa després d'un incident en una festa de carnaval l'11 de febrer de 2013, de la qual els dos jugadors havien estat expulsats pels guardes de seguretat. El març de 2013, Mueller va anunciar que Wiese podia marxar del club amb la carta de llibertat si baixaven de categoria, provocant que alguns companys d'equip sortissin a defensar-lo, inclosos Weis i el capità de l'equip Sejad Salihović. Durant la temporada, Wiese va jugar deu partits amb el Hoffenheim, encaixant 25 gols; el seu últim partit fou una derrota per 2-1 contra l'Eintracht Frankfurt el 26 de gener. Hoffenheim va salvar-se del descens a la 2. Bundesliga, fent que continuessin els dubtes sobre el futur de Wiese al club.
El seu contracte amb el Hoffenheim es va rescindir de mutu acord el 21 de gener de 2014, obtenint la carta de llibertat, després de saber-se que havia adquirit un cos de culturista, inapropiat per a la pràctica professional del futbol. Va explicar que havia començat a anar al gimnàs per distreure's dels seus problemes amb l'equip, i ja no havia pogut parar.

### Internacional
Va debutar a la selecció nacional en un partit contra Anglaterra el 19 de novembre de 2008, substituint René Adler a principis de la segona part.
Va participar amb Alemanya a la Copa del Món de futbol de 2010, però fou l'únic jugador que no va tenir cap minut perquè era suplent del porter del FC Schalke 04 Manuel Neuer i no va poder jugar el partit per al tercer lloc a causa d'una lesió.

## Retirada del futbol
El 17 de setembre de 2014, Wiese va anunciar que es retirava del futbol professional declarant: "No sóc un somiador, sinó un realista i em faig càrrec que els meus millors anys ja han passat i no tornaré a jugar com a professional".

## Carrera com a lluitador professional
El setembre de 2014, Wiese va anunciar que li havien ofert un contracte de desenvolupament amb la WWE per participar en la seva divisió NXT.
Va aparèixer com a cronometrador convidat en un espectacle de la WWE a Frankfurt, on es va anunciar oficialment que Wiese havia signat un contracte amb la WWE.

## Participacions en Copes del Món
| Mundial                        | Seu        | Resultat |
| ------------------------------ | ---------- | -------- |
| Copa Mundial de Futbol de 2010 | Sud-àfrica |          |

## Equips
- 1999-2001 FC Colonia
- 2001-2005 1.FC Kaiserslautern
- 2005-2012 Werder Bremen
- 2012-2014 Hoffenheim